# Kalkcementpelare
Kalkcementpelare är en grundläggningsmetod som reducerar sättningar och ökar stabiliteten hos marken. Metoden används exempelvis för markförstärkning av lerjordar under vägar och järnvägar.
Ett blandningsverktyg matas först ner i marken. När verktyget dras upp matas bindemedel (bl.a. cement) ut under rotation. Efter härdning skapas en kvarvarande pelare. Pelarna anläggs i mönster som raster eller skivor.